# Persone di nome Thomas/Altre...
| Questa pagina contiene informazioni ricavate automaticamente dalle voci biografiche con l'ausilio del template Bio e di un bot. L'aggiornamento è periodico e automatico e ricostruisce completamente la pagina. Se manca una persona in questa lista, sei pregato di non aggiungerla, ma accertati piuttosto che la sua voce biografica contenga il template Bio e che i dati anagrafici siano correttamente compilati. Se il template Bio manca, inseriscilo tu stesso o, in alternativa, metti l'avviso {{tmp\|Bio}} che ne segnala la mancanza. Se i dati riportati sono sbagliati, correggi direttamente la voce biografica; le modifiche saranno visibili in questa lista entro pochi giorni. Per chiarimenti vedi il progetto antroponimi. La lista contiene solo le 65 persone che sono citate nell'enciclopedia e per le quali è stato implementato correttamente il template Bio. Pagina aggiornata al 3 mar 2018. |

Questa è una lista di persone presenti nell'enciclopedia che hanno il prenome Thomas e come attività principale sono Altre...

## B(5)
- Thomas de Beauchamp, XII conte di Warwick (n.1338 - †1401)
- Thomas Beaufort (n.1405 - Louviers, †1431)
- Thomas François Burgers (Graaff-Reinet, n.1834 - Richmond, †1881)
- Thomas Burke, velocista statunitense (Boston, n.1875 - Boston, †1929)
- Thomas Bérard

## C(4)
- Thomas Chaucer (n.1367 - Ewelme, †1434)
- Tom Courtney, ex mezzofondista e velocista statunitense (Newark, n.1933)
- Thomas Culpeper (n.Bedgebury - Tyburn, †1541)
- Thomas Curtis, ostacolista e velocista statunitense (San Francisco, n.1873 - Nahant, †1944)

## D(4)
- Thomas DeSimone, mafioso italiano (New York, n.1950)
- Thomas de Beauchamp, XI conte di Warwick (n.1313 - †1369)
- Thomas de Beaumont, VI conte di Warwick (n.1208 - †1242)
- Thomas de Courtenay, V conte di Devon (n.1414 - †1458)

## E(3)
- Thomas Eboli, mafioso italiano (Scisciano, n.1911 - Crown Heights, †1972)
- Thomas Erpingham (†1428)
- Tom Evenson, mezzofondista e siepista britannico (Manchester, n.1910 - †1997)

## F(4)
- Thomas FitzAlan, XII conte di Arundel (n.1381 - †1415)
- Thomas FitzAlan, XVII conte di Arundel (Arundel, n.1450 - Singleton, †1524)
- Thomas Arundel (Etchingham, n.1353 - †1414)
- Silken Thomas,  irlandese (n.1513 - †1537)

## G(5)
- Tommy Gambino, mafioso statunitense (New York, n.1929)
- Tommy Green, marciatore britannico (Fareham, n.1894 - Eastleigh, †1975)
- Thomas Grey, II conte di Stamford (n.1654 - †1720)
- Thomas Grey, I marchese di Dorset (Groby, n.1455 - Londra, †1501)
- Thomas Grey, II marchese di Dorset (n.1477 - †1530)

## H(10)
- Thomas Hampson, mezzofondista e velocista britannico (Clapham, n.1907 - Stevenage, †1965)
- Truxton Hare, multiplista, martellista e pesista statunitense (Filadelfia, n.1878 - Radnor, †1956)
- Thomas Herier,  francese
- Thomas Hicks, maratoneta statunitense (Birmingham, n.1872 - Winnipeg, †1963)
- Thomas Holland, I conte di Kent (n.1314 - †1360)
- Thomas Holland, II conte di Kent (Upholland, n.1350 - Arundel, †1397)
- Thomas Holland, I duca di Surrey (Fotheringhay, n.1374 - †1400)
- Thomas Hooker,  statunitense (Marefield, n.1586 - Hartford, †1647)
- Thomas Howard,  inglese (n.1511 - Londra, †1537)
- Thomas Humphreys, mezzofondista britannico (Wingrave, n.1890 - Aston Abbotts, †1967)

## J(1)
- Thomas Jefferson, ex velocista statunitense (Cleveland, n.1962)

## K(5)
- Thomas Kennedy, maratoneta statunitense (Carleton Place, n.1884 - †1937)
- Tom Kiely, multiplista britannico (Ballyneal, n.1869 - Dublino, †1951)
- Thomas King, mafioso statunitense (Boston, †1975)
- Kasmir, cantante, musicista e produttore discografico finlandese (Espoo, n.1985)
- Tommaso Knyvet, I barone Knyvet (n.1545 - †1622)

## L(3)
- Tom Lieb, discobolo statunitense (Faribault, n.1899 - Los Angeles, †1962)
- Thomas Lincoln III (Springfield, n.1853 - Chicago, †1871)
- Thomas Longosiwa, mezzofondista keniota (Kapchila, n.1988)

## M(2)
- Thomas Montacute, IV conte di Salisbury (n.1388 - Orléans, †1428)
- Thomas Munkelt, ex ostacolista tedesco (Zedlitz, n.1952)

## P(6)
- Tom Pappas, multiplista statunitense (Azalea, n.1976)
- Thomas Parr (n.Winnington - Londra, †1635)
- Thomas Percy, I conte di Worcester (n.1343 - Shrewsbury, †1403)
- Thomas Percy, VII conte di Northumberland (n.1528 - York, †1572)
- Thomas Percy, I barone di Egremont (Leconfield, n.1422 - Northampton, †1460)
- Thomas van der Plaetsen, multiplista belga (Gand, n.1990)

## R(3)
- Thomas Randolph, I conte di Moray (†1332)
- Tom Richards, maratoneta britannico (n.1910 - †1985)
- Thomas Röhler, giavellottista tedesco (Jena, n.1991)

## S(4)
- Thomas Schönlebe, ex velocista tedesco (Frauenstein, n.1965)
- Thomas Seymour, I barone Seymour di Sudeley (†1549)
- Tommie Smith, ex velocista e ex giocatore di football americano statunitense (Clarksville, n.1944)
- Thomas Stafford (n.1533 - Londra, †1557)

## T(1)
- Eddie Tolan, velocista statunitense (Denver, n.1908 - Detroit, †1967)

## W(4)
- Thomas Wessinghage, ex mezzofondista tedesco (Hagen, n.1952)
- Thomas West, II barone De La Warr (n.1556 - Wherwell, †1602)
- Thomas West, IX barone De La Warr (n.1475 - †1554)
- Thomas West, VIII barone De La Warr (n.1457 - †1525)

## ...(1)
- Thomas Howard, I conte di Berkshire (Saffron Walden, n.1587 - †1669)